# Tai Jia
König Tai Jia (chinesisch 太甲; † 1720 v. Chr.) herrschte als König der Shang-Dynastie 33 Jahre über China. Er war der Sohn des eigentlichen Kronprinzen Tai Ding, des Sohnes des Königs Cheng Tang. Er regierte nach König Tang. Unsicher ist, ob direkt im Anschluss, allein, gemeinsam mit seinen Onkeln oder erst nach diesen.

## Leben
In den Aufzeichnungen des Großen Historikers wurde er von Sima Qian als vierter Shang-König aufgeführt, als Nachfolger seiner Onkel Wai Bing und Zhong Ren. Er wurde im Jahr 1535 v. Chr. inthronisiert. Sein Premierminister war Yi Yin und die Hauptstadt Bo (亳).

### Erzählung aus dem Shiji
In den Annalen des Shiji wird berichtet, dass Tai Jia Yi Yin zu Beginn seiner Regentschaft zum Kanzler ernannte und unter seiner Führung die Shang-Dynastie an Stärke gewann. Jedoch entwickelte sich Tai Jia zu einem herrischen Monarchen, der seine Macht missbrauchte und seine Untertanen tyrannisierte. Mit der Zeit führten seine Despotie und Missachtung traditioneller Gesetze zu wachsenden Spannungen und Konflikten innerhalb des Hofes. Der Premierminister Yi Yin, ein erfahrener und weiser Berater, appellierte an den König, seinen regierenden Stil zu überdenken, doch Tai Jia zeigte sich resistent gegenüber konstruktiven Ratschlägen. Als letztes Mittel sah Yi Yin sich gezwungen, den unbeugsamen König zur Läuterung in den Tong-Palast (桐宫) zu verbannen, gelegen in der heutigen Präfektur Yanshi in der Provinz Henan, nahe der Ruhestätte des Dynastiegründers König Tang.
Sima Qian erzählt, dass Yi Yin nach der Verbannung drei Jahre lang als Regent das Land regierte, bis er das Gefühl hatte, dass der König sich ausreichend verändert hatte und ihn zurück in die Hauptstadt einlud, um seinen Thron zurückzuerobern. Von diesem Zeitpunkt an kümmerte sich der König um sein Volk und führte die Regierung gut, so dass im 10. Jahr seiner Herrschaft Yi Yin von seinem Amt zurücktrat und sich zurückzog und den König nach seinem Tod als Zhong Zong (中宗) verehrte.

### Bericht aus den Bambus-Annalen
In den Berichten der Bambus-Annalen befindet sich eine deutlich abweichende Erzählung der Ereignisse. Gemäß dieser Quelle usurpierte Yi Yin nach der Verbannung von Tai Jia selbst den Thron und herrschte sieben Jahre lang als König. Doch das Schicksal nahm eine unerwartete Wendung, als Tai Jia unbemerkt in den Palast zurückkehrte und seinen einstigen Kanzler, der sich zum Monarchen aufgeschwungen hatte, ermordete. Im Anschluss daran verlieh der wieder an die Macht gelangte König das Land und die Festung des Yi Yin an dessen Söhne, Yi She (伊陟) und Yi Fen (伊奋), und setzte so deren Erbe fort.

### Weitere Theorie nach Jiang Linchang
Es gibt auch eine Theorie, die besagt, dass bei dem Ableben von Tangs ältestem Sohn Tai Ding, Tang selbst noch lebte und seinen zweiten Sohn Wai Bing zum Kronprinzen machte. Nach Tangs Tod ergriff Tai Jia die Macht, bevor sein Onkel Wai Bing (sowie Zhong Ren) den Thron besteigen konnten, was das Erstgeburtsrecht der Thronfolge unterbrach. Dies könnte der Grund sein, warum in den historischen Aufzeichnungen oft erwähnt wird, dass Tai Jia anfangs nicht weise war, was dazu führte, dass Yi Yin Tai Jia zur Besserung in die Verbannung in den Tong-Palast schickte und die Texte Yi Xun, Si Ming und Zu Hou verfasste, um ihm zur Selbstreflexion und Reue zu verhelfen. In dieser Zeit stellte Yi Yin Tangs zweiten Sohn Wai Bing und den dritten Sohn Zhong Ren nacheinander als Könige wieder her, aber beide waren alt und starben innerhalb von insgesamt sechs Jahren. Tai Jia verbesserte sich während seiner Verbannung im Tong-Palast und erkannte seine Fehler. Als Yi Yin dies sah, holte er Tai Jia zurück in die Hauptstadt und übergab ihm die Regierungsgewalt. Dies erklärt jedoch nicht die Hinweise, die darauf hindeuten könnten, dass Tai Ding tatsächlich den Thron bestiegen hatte. Der Gelehrte Jiang Linchang argumentiert basierend auf den Ahnenopferlisten, dass Tai Ding vor Tai Jia den Thron bestiegen haben könnte.

### Tod und posthumer Name
Nach beiden Quellen regierte der König 12 Jahre lang, bevor er starb. Er erhielt den posthumen Namen Tai Jia (太甲) und wurde von seinem Sohn Wo Ding (沃丁) abgelöst.
Orakelschrift-Inschriften auf Knochen, die in Yinxu ausgegraben wurden, berichten alternativ, dass er der dritte Shang-König war, der seinem Vater Da Ding (大丁) folgte, den posthumen Namen Da Jia (大甲) erhielt und von seinem Bruder Bu Bing (卜丙) abgelöst wurde.

### Nach dem Tod Tai Jias
Nach dem Tod von Tai Jia soll Yi Yin Die Instruktionen des Yi oder die Lehren des Yi aus dem Fall Tai Jia herausgegeben haben, die ursprünglich als Kapitel zu dem klassischen Werk Shàngshū 尚書 gehörten. Yi Yin sei es auch gewesen, der dem verstorbenen König seinen Tempelnamen verlieh. Yi Yin starb vermutlich während der Regierungszeit des Königs Wo Ding und wurde in der Nähe der Hauptstadt Bo begraben, so als wäre er selbst ein König gewesen. Dies zeigt die hohe Stellung, die der Minister innerhalb der Shang-Dynastie innehatte.
Da archäologische Beweise zeigen, dass Yi Yin noch mehrere hundert Jahre nach seinem Tod vom Shang-Volk verehrt wurde. Die erstere Darstellung wird weithin als die zuverlässigere angesehen.

## Kommentare zum Tempelnamen
In der Shang-Dynastie hatte nicht jeder König einen Tempelnamen. Ein solcher Tempelname meint die Ehre aus den nachfolgenden Herrschern und ihren Höfen der Shang-Dynastie. Tai Jias Tempelname Tài Zōng (chinesisch 太宗) bedeutet hoher Vorfahr der Dynastie.